# Operación Berlín (México)
Operación Berlín es el nombre que dio el medio digital "Eje Central" a una operación mediática realizada de 2017 a 2018 a fin de desprestigio al entonces candidato presidencial por Morena Andrés Manuel López Obrador (AMLO) con miras a las Elecciones presidenciales de México 2018. Distintos participantes señalaron al escritor Enrique Krauze como artífice de la misma y la participación de la revista Letras Libres y a posibles patrocinadores a empresarios como Francisco Agustín Coppel Luken de Coppel y Alejandro Ramírez Magaña, dueño de Grupo Cinépolis. En tanto Krauze negó su participación en la trama, algunos de los colaboradores señalados en el reporte confirmaron su realización e incluso expresaron arrepentimiento público.

## Hechos expuestos
El reportaje Operación Berlín narró la realización de una campaña mediática con el fin de realizar distintas labores de desprestigio y daño reputacional al candidato López Obrador. Según Eje Central, la dirección de la campaña habría sido de Enrique Krauze, ayudado por su colaborador Fernando García Ramírez para lo cual habría contratado a Ricardo Sevilla. Este detalló la preparación de la operación en las oficinas de Letras Libres y en una casa ubicada en el número 245 de la calle Berlín en la alcaldía Coyoacán. En ella habría participado el empresario Ricardo Rojo, dueño de la empresa Expertaria.
En esa casa se habrían preparado materiales que tenían distintos objetivos como la vinculación del político con Rusia y con el gobierno de Nicolás Maduro y el de Fidel Castro, entre otros escándalos. Estos materiales tenían como objetivos ser viralizados mediante textos y memes por redes sociales como Facebook y Twitter y apps de mensajería personal como WhatsApp. Otras de las operaciones detalladas fue la creación y operación de páginas de Facebook expresamente creadas para denostar a López Obrador como PopulismoAutoritario, napoleopez, mexicoprensa, PoliticMeme, injoportable y MexicanosHartosDelPRI.
El reportaje narró lo endeble de las vinculaciones a nivel periodístico y metodológico y que incluso algunos fueron revertidos positivamente por el propio AMLO, como en el caso de Rusia cuando se mofó de la trama que lo vinculaba autonombrándose "Andrés Manuelovich" en un tuit.
Asimismo, una de las salidas de esta operación sería una página denominada Pejeleaks.org, la cual fue anunciada en febrero de 2018 y la cual aparentaría ser un sitio de alertamiento alimentado por ciudadanos. Medios de comunicación durante la campaña incluso habrían hablado con sus creadores, entre los que se citaban "estudiantes y profesionistas". Anuncios impresos de la plataforma animando a enviar evidencias contra López Obrador aparecieron en distintas partes de la Ciudad de México. La operación se habría concluido en una fecha indefinida al seguir López Obrador repuntando en las encuestas.
Operación Berlín se habría documentado mediante la entrevista de un informante anónimo que aportó la evidencia de distintos documentos, facturas y capturas de pantalla de mensajes de WhatsApp y Facebook Messenger.

## Cronología
El 1 de marzo de 2019, la diputada Tatiana Clouthier anunció la publicación de su libro Juntos Hicimos Historia, un texto en donde narró distintos momentos de la campaña de López Obrador. Entre los hechos mencionados incluyó un intento de desprestigiar mediáticamente a AMLO e involucrando a Enrique Krauze, al editor de su revista Letras Libres, Fernando García Ramírez y al empresario Agustín Coppel. Igualmente expuso que el portal Pejeleaks, un supuesto sitio de filtraciones activo durante la campaña, habría tenido el mismo origen.
El 14 de marzo de 2019 fue publicado el reportaje "Operación Berlín: conjura anti AMLO" en el medio digital Eje Central y firmado por el periodista Juan Carlos Rodríguez. Ese mismo día Krauze envió un correo electrónico a Carmen Aristegui, que la periodista publicó en Aristegui Noticias, afirmando que Tatiana Clouthier lo difamó y que se reservaba acciones jurídicas en su contra. Ese mismo día desde su cuenta de Twitter Krauze negó lo expuesto por Eje Central y reiteró reservarse acciones legales. En entrevista con Ciro Gómez Leyva, Krauze negó haber participado y dijo que su oposición y críticas hacia AMLO siempre han sido públicas. Clouthier afirmó que posee más pruebas que afirman sus dichos y que las reservará para el posible juicio.
El 18 de marzo de 2019, Ricardo Sevilla, editor contratado por García Ramírez, confirmó en un texto en Eje Central lo expuesto tanto por Clouthier como por el reportaje del mismo medio, detallando la operación y mostrando fotografías del mismo en las oficinas de Berlín. Sevilla confirmó que además de Cinépolis y Coppel, la empresa Grupo México y el empresario Germán Larrea habrían estado involucrados.